# Gaspar de Margarit de Biure
Gaspar de Margarit de Biure (Vallespinosa, juliol 1626 – París, 7 de gener de 1656) va ser un coronel de cavalleria català.
Fill de Josep de Margarit i Maria de Biure, va ser batejat a Vallespinosa el 30 de juliol de 1626. Per satisfer el seu pare, que ja exercia com a governador de Catalunya, Lluís XIII de França autoritza i finança el seu ingrés al col·legi del Clermont de París, que es produeix el 27 de novembre de 1642. El seu tutor a París serà el cronista Magí Sivillà.
Segons Manel Güell, participa en la Guerra dels Segadors des de 1644. El 1645 encara cursant a l’Acadèmia de París, consta com a capità d’una companyia en el terç de Mazzarin. El 1646 torna a aparèixer referenciat com a tinent d’una companyia de cavalls lleugers. Güell apunta que “l’últim dia de juny de 1650 Gaspar feu de testimoni en l’acte pel qual el virrei Vendôme revocà els manaments que acusaven Josep de Margarit de signar certes ordres compromeses”. Capitulada Barcelona, participa en la conquesta de Solsona (1653).
Gaspar, mort a Perpinyà el 7 de gener de 1656, va ser enterrat a la capella del Roser de l’església de Sant Domènec de la capital rossellonesa. En el testament del seu pare, redactat el 1684, es demana que les seves restes siguin trasllades a l’església de Sant Joan Baptista.